# Marcel Roman (remero)
Marcel Marie Léon Roman (Lieja, 29 de junio de 1900-Lieja, 21 de junio de 1969) fue un deportista belga que compitió en remo. Ganó dos medallas en el Campeonato Europeo de Remo, oro en 1921 y bronce en 1924.

## Palmarés internacional
| Campeonato Europeo | Campeonato Europeo       | Campeonato Europeo | Campeonato Europeo |
| Año                | Lugar                    | Medalla            | Prueba             |
| ------------------ | ------------------------ | ------------------ | ------------------ |
| 1921               | Ámsterdam (Países Bajos) | Medalla de oro     | Dos con timonel    |
| 1924               | Lucerna (Suiza)          | Medalla de bronce  | Doble scull        |